# Public Strain
Public Strain — второй и последний студийный альбом канадской инди-рок-группы Women, изданный 23 августа 2010 года на лейблах Flemish Eye в Канаде и Jagjaguwar в США. Альбом был спродюсирован Чадом ВанГаленом и записан в период изоляции группы с ограниченным оборудованием и экспериментальными методами, которые использовались в 10-месячном процессе записи. Альбом получил положительные отзывы музыкальной критики и интернет-изданий. Он был отмечен за клавишные и вокал, уникальный звук и стиль краут-рок, влияние Velvet Underground и многочисленных жанров, включая постпанк.
Лирически Public Strain затрагивает такие темы, как паранойя и меланхолия. В ней содержится множество отсылок к Рэю Джонсону. Бесстрастный вокал гитариста Патрика Флегеля и басиста Мэтью Флегеля был описан как вызывающий и трудный для понимания; альбом использует гармонизацию всех трех участников группы и ВанГалена для создания «неземного» вокального трека. Его инструментарий абразивен, что вызвало сравнения с Sonic Youth и Wavves. Сопровождающий тур был внезапно прерван и в конечном итоге привел к роспуску Women в октябре 2010 года.
Public Strain вошел в лонг-лист музыкальной премии Polaris Music Prize 2011 года. Ретроспективные обзоры назвали его одним из лучших альбомов десятилетия 2010-х, особенно похвалив заключительный трек «Eyesore». Считаясь классикой андеграунда, альбом стал культовым. Его большое влияние на инди-артистов было отмечено персоналом, участвовавшим в записи и выпуске альбома.

## История
После продвижения дебютного альбома Women в 2008 году группа почувствовала давление обширных гастролей и приступила к записи Public Strain вскоре после окончания тура. Участники группы жили в доме с местом в подвале, которое использовалось для многочасовых джемов. Альбом был спродюсирован Чадом ВанГааленом, который также работал над первым альбомом Women. Это был первый альбом, записанный в новой студии ВанГаалена под названием Yoko Eno.

## Музыка и тексты
Public Strain описывают как постпанк, арт-рок, инди-рок и нойз-рок. В альбоме присутствует бесстрастный вокал и больше поп-влияния, чем в Women.

## Отзывы
| Совокупная оценка  | Совокупная оценка |
| Источник           | Оценка            |
| ------------------ | ----------------- |
| AnyDecentMusic?    | 7.8/10            |
| Metacritic         | 81/100            |
| Оценки критиков    |                   |
| Источник           | Оценка            |
| AllMusic           | [ 9 ]             |
| The Boston Phoenix | [ 12 ]            |
| Drowned in Sound   | 8/10              |
| Mojo               | [ 14 ]            |
| NME                | 8/10              |
| Pitchfork          | 8.0/10            |
| PopMatters         | 9/10              |
| The Skinny         | [ 18 ]            |
| Spin               | 8/10              |
| Uncut              | [ 20 ]            |

Альбом получил положительные отзывы музыкальной критики и интернет-изданий. На сайте Metacritic, который присваивает нормализованную оценку из 100 баллов рецензиям профессиональных изданий, альбом получил средний балл 81 на основе 20 рецензий. Агрегатор AnyDecentMusic? поставил Public Strain 7,8 из 10, основываясь на своей оценке критического консенсуса.
Джейсон Лаймангровер из AllMusic отметил в рецензии, что «Альбом Public Strain, работа над которым велась два года, получился более радикальным, чем дебютник: темные части более абразивны, сброс напряжения более приятен, а мерцающие, стальные мелодии более вызывающи. В альбоме чувствуется огромная глубина, особенно для жанра, склонного к минимализму. Звенящие гитарные аккорды накладываются на бесчисленные слои вокала, баса, ударных и виолончели, и все это с искажениями и реверберацией».
Exclaim! поместил Public Strain под номером 10 в список лучших поп- и рок-альбомов 2010 года, а критик Брок Тиссен написал, что «Public Strain показал, что рок-н-ролл все еще может шокировать и вызывать трепет». Pitchfork поместил альбом под номером 47 в список 50 лучших альбомов 2010 года; аналогичным образом Рон Уэбб из BBC назвал Public Strain «одним из лучших альбомов 2010 года». Альбом был включен в список номинантов на Polaris Music Prize 2011 года.

## Список композиций
| №                   | Название               | Длительность |
| ------------------- | ---------------------- | ------------ |
| 1.                  | «Can't You See»        | 3:41         |
| 2.                  | «Heat Distraction»     | 4:05         |
| 3.                  | «Narrow With the Hall» | 2:37         |
| 4.                  | «Penal Colony»         | 2:39         |
| 5.                  | «Bells»                | 3:22         |
| 6.                  | «China Steps»          | 4:22         |
| 7.                  | «Untogether»           | 3:09         |
| 8.                  | «Drag Open»            | 4:53         |
| 9.                  | «Locust Valley»        | 4:15         |
| 10.                 | «Venice Lockjaw»       | 2:48         |
| 11.                 | «Eyesore»              | 6:25         |
| Общая длительность: | Общая длительность:    | 42:18        |

### Комментарии
1. ↑  Согласно многочисленным рецензиям, альбом был выпущен 28 сентября 2010 года[1][2]. На странице Women на Bandcamp дата выхода указана как 24 августа 2010 года[3]; musicOMH утверждает, что дата для Соединенного Королевства - 23 августа 2010 года[4].
2. ↑  Согласно ретроспективному интервью с Флегелем в 2020 году, процесс записи занял около 10 месяцев[5]. В более раннем интервью 2010 года с Энтони Фантано он говорит, что прошло около 8 месяцев[6]. ВанГален говорит, что это были "9 месяцев нашего общения"[7]